# Charltona consociellus
Charltona consociellus là một loài bướm đêm trong họ Crambidae.